# Sokolík filipínský
Sokolík filipínský (Microhierax erythrogenys) je drobný sokolovitý pták, který je endemický Filipínám, na kterých vyhledává hlavně okraje nížinatých lesů.

## Systematika
Druh popsal Nicholas Aylward Vigors v roce 1831. Rozlišují se dva poddruhy s následujícím rozšířením:
- M. e. erythrogenys (Vigors, 1831) – severní Filipíny
- M. e. meridionalis Ogilvie-Grant, 1897 – jižní Filipíny

Nejbližším příbuzným sokolíka filipínského je sokolík bornejský (Microhierax latifrons).

## Popis

Ilustrace sokolíka filipínského (mezi lety 1841–1852)

Jedná se o malého dravého ptáka, který dosahuje délky pouhých 15–18 cm, přičemž samice je v průměru o 8 % (max. 20 %) větší než samec. Opeření je na svrchní straně leskle černé, pouze tváře a oblast kolem ušních otvorů je čistě bílá. Spodní strana těla je také sněhově bílá, nicméně břicho někdy může být jemně červenohnědé. Boky, stehna a nohy jsou černé. Ocas je z obou stran černý. Křídla jsou svrchu i zespodu černá, avšak zespodu zhruba od středu křídel po okraj odtokové (spodní) hrany se nachází podélné přerušované bílé pruhování. Samicím tyto pruhy chybí. Duhovky jsou tmavě hnědé.
Samcovo křídlo měří 102–118 mm, ocas 62–72 mm, běhák 20–23 mm. Samiččino křídlo měří 108–122 mm, ocas a běhák mají stejné rozměry jako u samce. Samec váží kolem 47 g, samice 37–52 g.

## Biologie
Vyskytuje se jednotlivě, v páru nebo v malých skupinkách o 4–6 jedincích. Živí se hlavně hmyzem jako jsou vážky, denní i noční motýli. Vzácněji uloví i plaza. Na svou kořist číhá na bidle na okraji lesa. Po spatření kořisti se rychle vymrští a zaútočí; po minutí cíle kořist nepronásleduje. Po ulovení kořisti se vrací na to samé nebo na jiné bidlo, kde kořist sežere. Vokálně se projevuje náhlým, vysoce položeným kek-kek-kek-kek a nepřetržitým pískavým pju-pju-pju-pju (cca 2 tóny za vteřinu).

### Hnízdění
Zahnizďuje mezi únorem a květnem v dutinách po datlovitých a vousákovitých ptácích. Hnízdo se nejčastěji nachází v uschlých stromech ve výšce 6–15 nebo více metrů. Snůšku patrně tvoří 3–4 vejce.

## Rozšíření a populace
Jedná se o endemita Filipín. Severní subsp. erythrogenys je rozšířen po ostrovech Bohol, Catanduanes, Luzon, Mindoro a Negros. Jižní subsp. meridionalis obývá ostrovy Calicoan, Cebu, Leyte, Mindanao a Samar. Vyhledává především okraje nížinatých lesů v blízkosti řek a potoků v nadmořských výškách 300–1200 m n. m.
Mezinárodní svaz ochrany přírody hodnotí druh jako málo dotčený i přesto, že u něj předpokládá populační úbytek následkem destrukce habitatu. Celková populace se odhaduje na 1000–10 000 jedinců.